# Loek van Wely
Loek van Wely (* 7. Oktober 1972 in Heesch, Noord-Brabant) ist ein niederländischer Schachspieler der Weltelite und Politiker.

## Schachkarriere
Van Wely erlernte Schach bereits als 4-Jähriger. Er wurde als Jugendlicher vom Internationalen Meister Cor van Wijgerden trainiert und war bereits in den 1980er Jahren eine der größten Hoffnungen seines Landes.

### Turniererfolge
1992 gewann er das World Open in Philadelphia. Im selben Jahr spielte er erstmals für die Nationalmannschaft bei der Schacholympiade in Manila (+4 =3 −2) und entschied sich für eine Profikarriere. Ein Jahr später verlieh ihm die FIDE den Großmeistertitel. 1994 gewann er das Capablanca-Memorial in Havanna (Kategorie 10), 1995 das Turnier von Buenos Aires (Kategorie 11), 1996 das New York Open. Bei der FIDE-Weltmeisterschaft 1997 in Groningen kam er bis ins Viertelfinale. Wettkämpfe spielte er unentschieden 1997 gegen Jeroen Piket in Monaco 4:4 (+2 =4 −2) und 1998 gegen Jan Timman in Breda 5:5 (+3 =4 −3). 1999 gewann er das Rubinstein-Gedenkturnier in Polanica-Zdrój, ein Jahr später teilte er sich an gleicher Stelle den zweiten Platz mit Alexei Schirow. 2001 siegte er gemeinsam mit Judit Polgár in Hoogeveen.
Van Wely wurde erstmals 2000 Landesmeister der Niederlande und siegte anschließend ebenfalls bei den fünf folgenden Meisterschaften, zuletzt 2005 in Leeuwarden. Er hat damit den Rekord von Ex-Weltmeister Max Euwe, der ebenfalls sechs niederländische Landesmeisterschaften in Folge gewann, wiederholt. Weitere Titelgewinne gelangen van Wely 2014 und 2017. Bei den Dortmunder Schachtagen 2005 lag er zwischenzeitlich in Führung, wurde schließlich hinter Arkadij Naiditsch geteilter Zweiter. Im Oktober 2001 hatte er seine beste Positionierung auf der Weltrangliste: Er war 10. mit einer Elo-Zahl von 2714.
Van Wely nahm zweimal am Schach-Weltpokal teil. 2005 erreichte durch Siege gegen Artasches Minassjan, Oleksandr Mojissejenko und Teymur Rəcəbov das Achtelfinale, in dem er Ruslan Ponomarjow unterlag. 2007 scheiterte er nach einem Auftaktsieg gegen Nguyễn Ngọc Trường Sơn in der zweiten Runde an Jewgeni Barejew. 2016 gewann er das Hogeschool Zeeland Turnier mit 8 Punkten aus 9 Spielen.

### Trainer und Autor
Van Wely arbeitete eine Zeitlang als Sekundant für Wladimir Kramnik. Bei ChessBase veröffentlichte er zwei Lehrvideos, über die Sweschnikow-Variante sowie das Botwinnik-System der Slawischen Verteidigung.

### Nationalmannschaft
Van Wely nahm mit der niederländischen Nationalmannschaft seit 1992 an allen 14 Schacholympiaden teil. Außerdem vertrat er die Niederlande bei der Mannschaftsweltmeisterschaft 2013 und den Mannschaftseuropameisterschaften 1992, 1997, 1999, 2001, 2003, 2005, 2011 und 2015. 2001 und 2005 wurde er Mannschaftseuropameister.

### Vereine

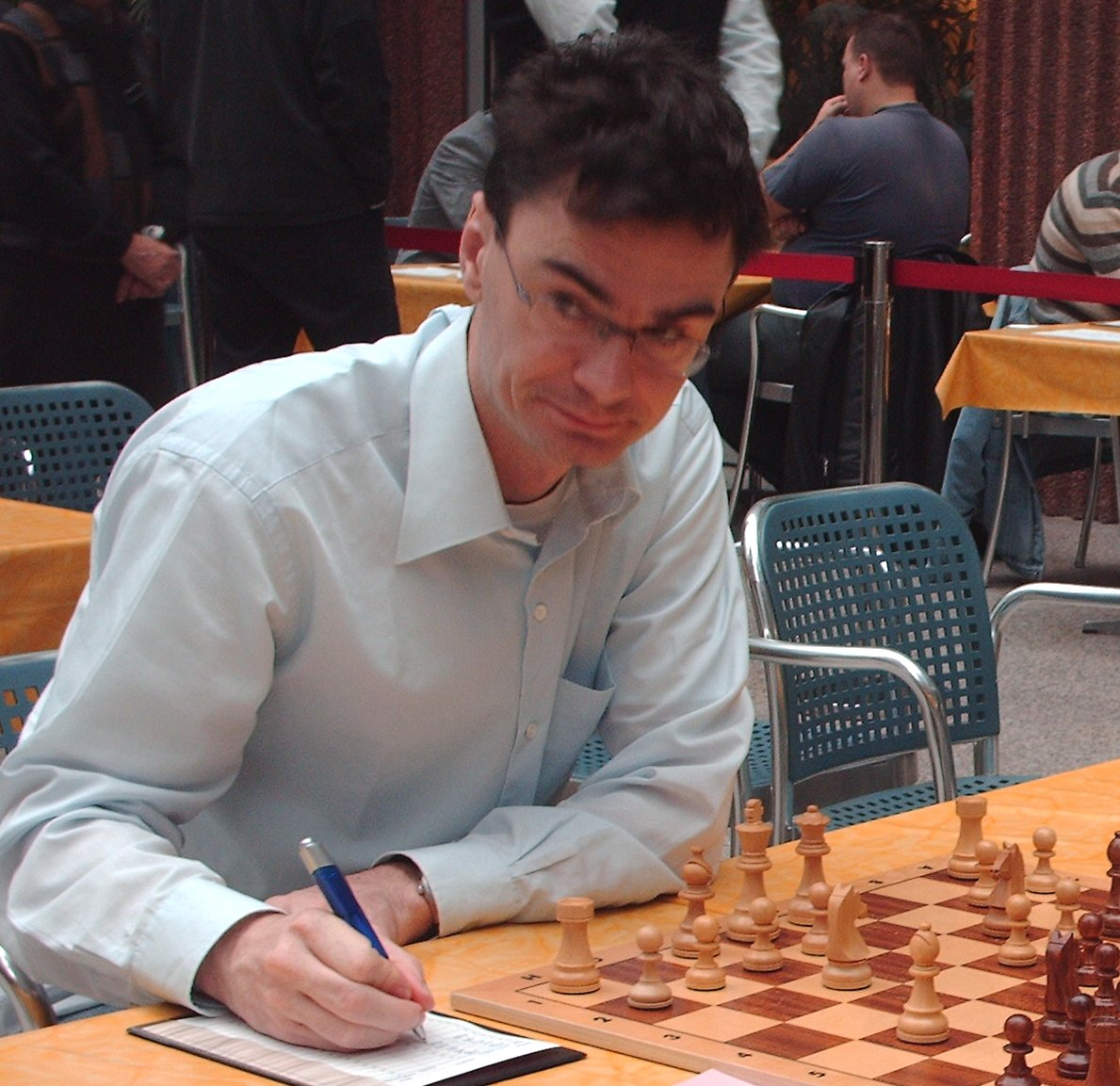
Loek van Wely 2006 bei einem Bundesliga-Wettkampf in Berlin

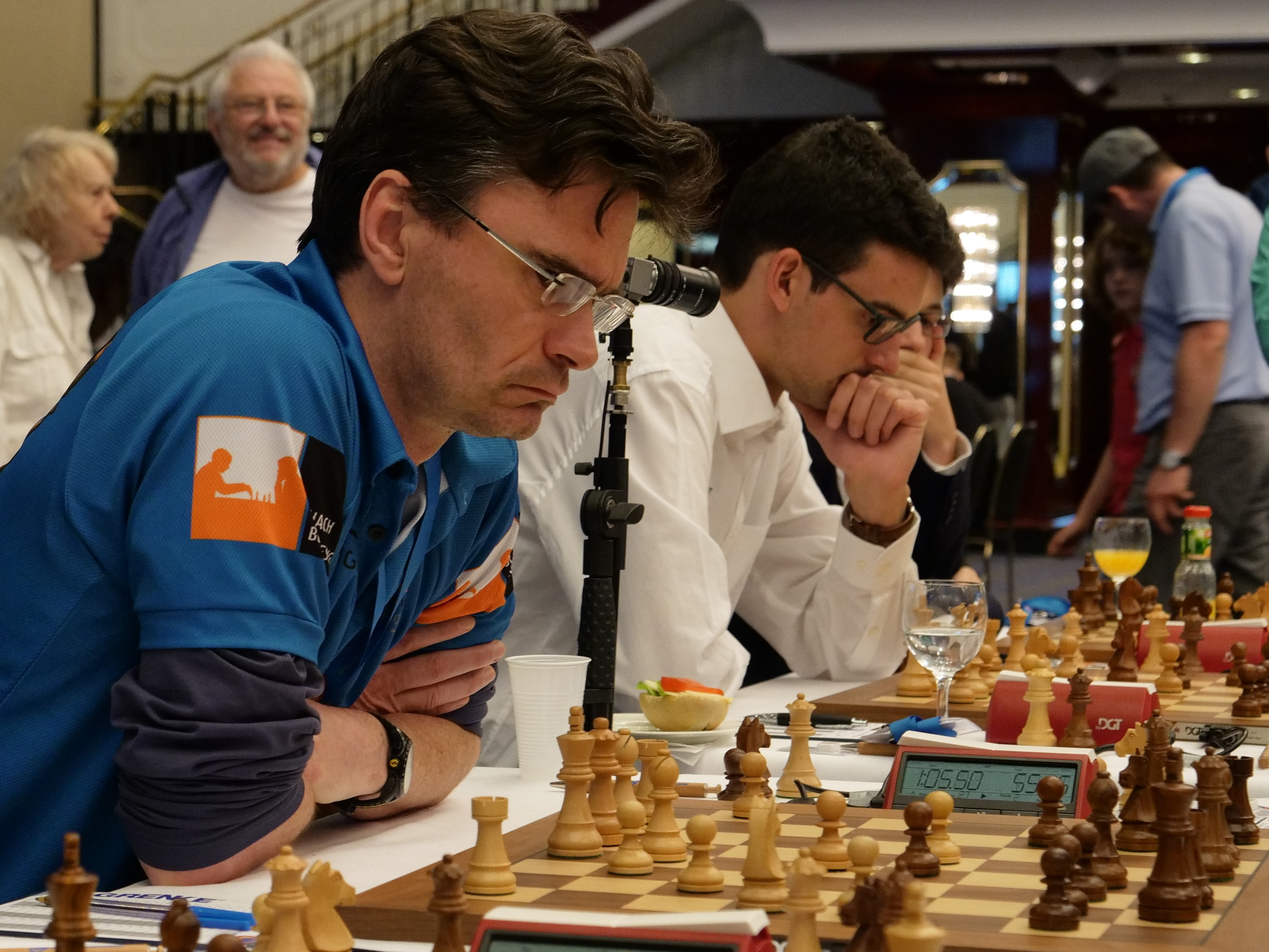
Für Solingen in der Bundesliga-Endrunde 2018 in Berlin (daneben für den USV TU Dresden: Maximilian Neef)

In der niederländischen Meesterklasse spielte van Wely bis 2004 für De Variant Breda, mit denen er 1996, 1997, 1998, 1999, 2000, 2001, 2002, 2003 und 2004 niederländischer Mannschaftsmeister wurde und außerdem fünfmal am European Club Cup teilnahm, wobei er 1998 den Wettbewerb gewann und 2000 den dritten Platz erreichte und von 2004 bis 2011 für die Hilversums Schaakgenootschap, mit der er 2008, 2009, 2010 und 2011 Meister wurde. In der Saison 2014/15 spielte er bei Charlois Europoort, mit denen er niederländischer Mannschaftsmeister wurde, seit der Saison 2015/16 für die Mannschaft von Kennemer Combinatie, mit der er 2017 Meister wurde.
In der deutschen 1. Bundesliga spielte van Wely von 1992 bis 2007 für die SG Porz, mit der er 1994, 1996, 1998, 1999, 2000 und 2004 deutscher Mannschaftsmeister wurde. Seit der Saison 2017/18 spielt er für die SG Solingen. In Frankreich spielte er bis 2003 für Clichy-Echecs-92, mit denen er auch zweimal am European Club Cup teilnahm, von 2007 bis 2009 für Montpellier Echecs, von 2009 bis 2011 für L’Echiquier Chalonnais, mit denen er 2010 französischer Mannschaftsmeister wurde, seit 2011 spielt er erneut für Clichy-Echecs-92, mit denen er 2012, 2013, 2014, 2016 und 2017 Meister wurde. In Belgien spielte er in der Saison 2003/04 für den KSK Rochade Eupen-Kelmis, in der Saison 2011/12 für den Chess Club Anderlecht und seit der Saison 2015/16 für den Koninklijke Gentse Schaakkring Ruy Lopez, mit dem er 2016 belgischer Mannschaftsmeister wurde. In Spanien spielt van Wely seit 2005 für den Gros XT, mit dem er 2011 Meister wurde und sechsmal am European Club Cup teilnahm. Er trat 2016 mit der Schachgesellschaft Zürich beim European Club Cup an.

## Politik
Van Wely ist Mitglied der rechtspopulistischen niederländischen Partei Forum voor Democratie. Durch die Vermittlung eines niederländischen Unternehmers kam van Wely im Jahr 2016 mit Thierry Baudet, dem Parteigründer des FvD, in Kontakt. Van Wely nahm im Jahr 2017 auf Listenplatz 28 seiner Partei an den Wahlen zur Zweiten Niederländischen Kammer teil, bei welcher nur die beiden ersten Listenplätze Parlamentsposten erhielten. Bei den Wahlen zur Ersten Niederländischen Kammer im März 2019 stand er auf Listenplatz 9 und zog Ende Mai 2019 als Senator in das Parlament ein.

## Privatleben
Der Niederländer ist mit Lorena Zepeda verheiratet, einer Internationalen Schachmeisterin aus El Salvador. Das Ehepaar, das sich 2012 kennengelernt hatte, hat zwei Kinder und lebt in Oss.